# Liste der Baudenkmäler im Wuppertaler Wohnquartier Uellendahl-Ost
Die Liste der Baudenkmäler im Wuppertaler Wohnquartier Uellendahl-Ost enthält die denkmalgeschützten Bauwerke auf dem Gebiet von Wuppertal-Uellendahl-Ost in Nordrhein-Westfalen (Stand: November 2011). Diese Baudenkmäler sind in der Denkmalliste der Stadt Wuppertal eingetragen; Grundlage für die Aufnahme ist das Denkmalschutzgesetz Nordrhein-Westfalen (DSchG NRW).

## Auszug aus der Denkmalliste

### Eingetragene Baudenkmäler
| Bild           | Bezeichnung | Lage                                         | Beschreibung | Bauzeit                        | Eingetragen seit  | Denkmal- nummer |
| -------------- | ----------- | -------------------------------------------- | --- | ------------------------------ | ----------------- | --------------- |
| weitere Bilder | Kapelle     | Uellendahl-Ost Kohlstraße 200 Karte          | ehemalige evangelische Kapelle, jetzt Wohnhaus; Das Gebäude Kohlstraße 200 ist ein eingeschossiges, verschiefertes Fachwerkhaus mit Satteldach und hofseitiger Schleppgaube. Das heute zu Wohnzwecken genutzte Gebäude wurde 1860 als Kapelle erbaut und vom Bauherrn Wilhelm Meckel der Rheinischen Missionsgesellschaft zum Geschenk gemacht. Es ist ein Beispiel für die Bergische Fachwerkbauweise. | 1860                           | 13. Oktober 1987  | 1143            |
| weitere Bilder | Wohnhaus    | Uellendahl-Ost Paul-Löbe-Straße 19 Karte     | | 1. Hälfte des 18. Jahrhunderts | 12. Dezember 1984 | 218             |
| weitere Bilder | Grabmal     | Uellendahl-Ost Röttgen 34 Karte              | Grabstätte Familie August Remy auf dem kath. Friedhof Uellendahl | 1930                           | 25. Juni 2004     | 4205            |
| weitere Bilder | Kirche      | Uellendahl-Ost Uellendahler Straße 407 Karte | Kirche der Lebensspendenden Quelle (Griechisch-Orthodoxische) | 1896                           | 10. Juni 1991     | 1898 Wikidata   |
| weitere Bilder | Villa       | Uellendahl-Ost Uellendahler Straße 584 Karte | Eine D-Nummer mit Uellendahler Straße 586 | 1908                           | 18. November 2013 | 1122            |
| weitere Bilder | Villa       | Uellendahl-Ost Uellendahler Straße 586 Karte | Eine D-Nummer mit Uellendahler Straße 584 | 1908                           | 18. November 2013 | 1122            |